# Oedemera croceicollis
Oedemera croceicollis is een keversoort in de familie schijnboktorren (Oedemeridae). De kever komt voor van mei tot juli.

## Kenmerken
De lengte is 7 tot 9 mm. De dekschilden zijn slechts iets naar achteren versmald en blauw of groen gekleurd. Het halsschild is transversaal hartvormig en bij beide geslachten rood gekleurd. Het mannetje heeft dikkere achterste dijbenen dan het vrouwtje. 

## Voorkomen
Deze kever komt voor in Europa.